# Schaafbach
Der Schaafbach (auch Schafbach und bis Ahrmühle auch Eichholzbach genannt) ist ein etwa 11,4 km langer, westlicher und orographisch rechter Nebenfluss der Ahr im nordrhein-westfälischen Kreis Euskirchen.

## Geographie

### Verlauf
Der Schaafbach entspringt in der Nordeifel als Eichholzbach. Seine Quelle liegt im Ripsdorfer Wald am Nordwesthang des Heidenkopfs III (ca. 595 m ü. NHN) im Naturschutzgebiet Nonnenbach und Eichholzbach mit Seitentälern im Gebiet der Gemeinde Dahlem auf etwa 581 m Höhe.
Von hier aus fließt der Bach in östlicher Richtung durch das Gebiet der Gemeinde Blankenheim. Ab der Mündung des Gundersbachs (km 5,8) beim Weiler Ahrmühle, wo der Bach den Stromberg (559 m) passiert, heißt er Schaafbach. Als solcher fließt er etwas nördlich am Ortsteil Ripsdorf vorbei und mündet nordöstlich von Hüngersdorf auf etwa 378 m Höhe in den dort von Nordwesten kommenden Rhein-Nebenfluss Ahr.

### Einzugsgebiet und Zuflüsse
Das 28,031 km² große Einzugsgebiet entwässert über Ahr und Rhein zur Nordsee.
| Stat. in km | Name                          | GKZ       | Lage   | Länge in km | EZG in km² | Mündung  |
| ----------- | ----------------------------- | --------- | ------ | ----------- | ---------- | -------- |
| 009,30      | Mäusbach                      | 271814-12 | rechts | 001,8730    |            |          |
| 008,70      | Archetsbach                   | 271814-2  | links0 | 003,2480    | 0003,8950  |          |
| 007,40      | Ruhrbach                      | 271814-32 | links0 | 000,8820    |            |          |
| 006,80      | Aus dem Weiherbruch           | 271814-34 | links0 | 001,0120    |            |          |
| 006,20      | Itzbach                       | 271814-4  | rechts | 003,7780    | 0002,9910  |          |
| 005,80      | Gundersbach (auch Bonnesbach) | 271814-6  | rechts | 003,2080    | 0004,0180  | Ahrmühle |
| 003,30      | Miesbuschbach                 | 271814-72 | links0 | 001,6920    |            |          |
| 001,50      | Dreisbach                     | 271814-8  | links0 | 003,2660    | 0003,8730  |          |
| 000,90      | Dedersbach                    | 271814-92 | links0 | 001,3890    |            |          |
| 000,60      | Borbach                       | 271814-94 | rechts | 001,1810    |            |          |

Anmerkungen zur Tabelle
1. ↑  Die Gewässerkennziffern und Namen der Zuflüsse des Schaafbachs weichen in den rheinland-pfälzischen Quellen von den hier aufgeführten ab.
2. ↑  Gewässerkennzahl, in Deutschland die amtliche Fließgewässerkennziffer mit zur besseren Lesbarkeit eingefügtem Trenner hinter dem Präfix, das einheitlich für den allen gemeinsamen Vorfluter Schaafbach steht.